# Håleberget
Håleberget är ett naturreservat, en mil norr om Motala, i Motala kommun, Östergötlands län.
I reservatet finns urskogsliknande skogar och halvöppna hagmarker. Från bergets högsta topp, 130 meter högt (235 meter över havet) har man utsikt över Omberg och Vättern. Den västra sidan av berget sluttar i mycket brant vinkel ner mot dalen där Säterån drar fram. Vid klart väder kan man se över till Västgötasidan.